# Aya Medany
Aya Mahmud Abdallah Muhammad Medany (arabisch آية محمود عبد الله محمد مدنى, DMG Āya Maḥmūd ʿAbd Allāh Muḥammad Madanī; * 20. November 1988 in Kairo) ist eine ehemalige ägyptische Pentathletin und gegenwärtig nationale Parlamentsabgeordnete.

## Sportliche Laufbahn

### Aktive Zeit
Aya Medany begann im Alter von sieben Jahren mit dem sportlichen Training. Ihr internationales Debüt im Modernen Fünfkampf hatte sie im Alter von 15 Jahren bei den Olympischen Spielen 2004 in Athen, wo sie Rang 28 belegte. In einem Interview sagte sie später, sie sei von den ganzen Rahmenbedingungen bei den Spielen überfordert gewesen, sonst hätte sie nach eigener Einschätzung einen Platz unter den ersten 20 belegen können. 2006 und 2008 wurde sie Junioren-Weltmeisterin.
Bei ihrem zweiten Start bei den Spielen im Jahre 2008 in Peking wurde sie Achte, und vier Jahre später, bei den Olympischen Sommerspielen in London 16.
2008 wurde Aya Medany Vizeweltmeisterin und 2011 galt sie als Mitfavoritin für die Weltmeisterschaften, an denen sie letztlich nicht teilnahm. Diese sollten in Ägypten stattfinden, wurden aber wegen der Revolution nach Moskau verlegt. Die Revolution selbst verfolgte sie am Fernsehen, da ihr ihre Familie untersagt hatte, an den Demonstrationen am Tahrir-Platz teilzunehmen. Viermal zwischen 2004 und 2011 gewann sie die afrikanische Meisterschaft, einmal wurde sie Zweite.
Vor den Olympischen Spielen 2012 in London kündigte Medany an, dass sie darüber nachdenke, vom aktiven Sport zurückzutreten. Sie stehe in ihrem Heimatland unter öffentlichem Druck, da sie (die bis 2008 ihren Kopf nicht bedeckte) bei den Schwimmwettbewerben keinen Ganzkörper-Badeanzug (Burkini) trage. Ganzkörperanzüge sind jedoch nach den Regeln des Weltschwimmverbandes Fédération Internationale de Natation, die auch im Verband für den Modernen Fünfkampf UIPM gelten, seit 2009 nicht mehr zugelassen. Zudem habe sie andauernde, körperliche Beschwerden. Bei den Olympischen Spielen 2012 beugte sich Medany den Regeln bei den Schwimmwettbewerben und legte den Hidschab für die Wettkämpfe ab.
Im März 2014 erklärte sie endgültig ihren Rücktritt.

### Ehrungen
2014 wurde Aya Medany mit dem IOC Women and Sport Award für Afrika ausgezeichnet. In der Begründung hieß es: „A true role model and mentor for many women and girls in her country, Aya has used her celebrity to engage with the media and senior government officials responsible for sport and physical edu-cation about the importance of promoting equal opportunities for women.“ (dt. = „Aya ist ein echtes Vorbild und eine Mentorin für viele Frauen und Mädchen in ihrem Land. Sie hat ihre Berühmtheit dazu genutzt, um sich in den Medien und gegenüber hohen Regierungsvertretern für Sport und Leibeserziehung in deren Bedeutung für die Chancengleichheit von Frauen zu engagieren.“)
2016 wurde Medany in die Athletenkommission des IOC berufen.

## Politische Karriere
2021 wurde Medany von Ägyptens Präsident Abd al-Fattah as-Sisi zur Abgeordneten des nationalen ägyptischen Parlaments ernannt.

## Familie und Berufliches
Aya Medany arbeitete an der Arab Academy for Science Technology and Maritime Transport in Kairo, einer wissenschaftlichen Einrichtung der Arabischen Liga. Sie ist verheiratet und Mutter eines Sohnes. Ihr Vater ist Mahmoud Medany, Mitglied des Weltklimarates.